# Leucostoma crassa
Leucostoma crassa là một loài ruồi trong họ Tachinidae.